# آذار

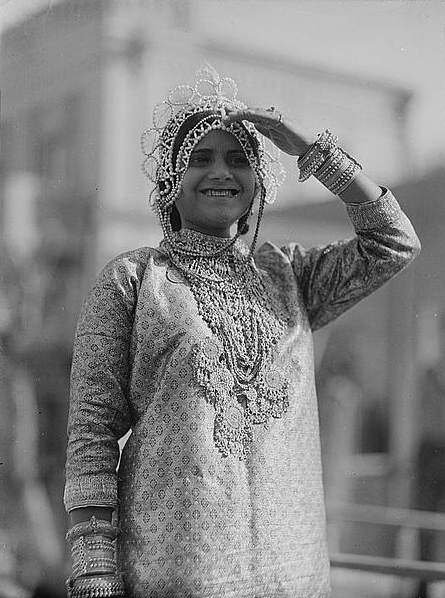

آذار هو الشهر الثالث من شهور السنة الميلادية حسب الأسماء السريانية المستعملة في المشرق العربي. يقابله في التسمية الغربية شهر مارس. ارتبط آذار بالتراث والحكايا الشعبية والأمثال في المشرق العربي.

## آذار عند العرب
قال الأَزهري: العرب تقول: السنة أَربعة أَزمان، ولكل زمن منها ثلاثة أَشهر، وهي فصول السنة: منها فصل الصيف وهو فصلُ ربيع الكَلإِ آذارُ ونَيْسانُ وأَيّارُ، ثم بعده فصل القيظ حَزِيرانُ وتَموزُ وآب، ثم بعده فصل الخريف أَيْلُولُ وتَشْرِين وتَشْرين، ثم بعده فصل الشتاء كانُونُ وكانونُ وسُباطُ.

## امثال واقوال
من الأمثال الشهيرة المتداولة حول آذار:
- آذار أبو الزلازل والأمطار
- إذا إجت (كان المحصول غزيراً) وراها آذار، وإذا أمحلت وراها آذار
- خبي حطباتك الكبار لعمك آذار
- خبي فحماتك الكبار لعمك آذار
- خبو الفحمات الكبار لهدرة من هدرات آذار
- في آذار بيتساوى الليل والنهار
- في آذار العجوز ما بتفارق النار
- آذار شمس وأمطار وينشف الراعي بلا نار
- آذار فيه سبع ثلجات كبار غير الزغار
- آذار أبو الزلازل والأمطار، بتفتح العنقة وبدحي الشنار، وينْـبَـلّ الراعي ويدفا بلا نار، وينادي يا معلمتي كبري الرغفان، قصر الليل وطول النهار
- آذار أبو الزلازل والأمطار، بحمض اللبن وببرطع الجمل، وتفتح العنقة والنبقة، ويبيض الشنار، والعجوزة بترمي الشقفة على باب الدار، وأوله سقعة وآخره نار
- في آذار بتبيض العنقة والنبقة وأصغر الأطيار
- في آذار بعشش الدوري وتورق الأشجار
- في آذار بتحيا الأشجار
- في آذار طلع بقراتك من الدار
- الربيع يعدل عوج العراقيب
- اطعم الربيع وبيت في السقيع
- إن هل آذار كتف وارمي الزغار
- في آذار افطم ابنك ولو انه قد الشنار
- العنب في آذار قد دينين النار
- آذار أبو الزلازل والأمطار وسبع ثلجات كبار
- آذار تطلع الحية من الغار
- مطرة من مطرات آذار تحي البار من البار